# Drasi
Drasi (en griego: Δράση, que significa "Acción") es un partido político liberal minoritario de Grecia, dirigido por Stefanos Manos, exministro del gobierno de Nueva Democracia (1992-1993). Fundado en 2009, Drasi apoya las reformas de libre mercado y está a favor de la aplicación de las medidas de austeridad.
Stefanos Manos había salido de Nueva Democracia en 1999 para fundar el partido Los Liberales, y después fue elegido Miembro del Parlamento en las listas de ND y PASOK en 2000 y 2004, respectivamente. A diferencia de Los Liberales, Drasi no fue fundado expresamente como un partido liberal, pero propugna el "sentido común" como una base ideológica.
En su primera elección, al Parlamento Europeo en 2009, Drasi terminó noveno con 0,8% de los votos, detrás de partidos minoritarios como el Partido de los Cazadores de Grecia y el Frente Panhelénico de Macedonia. Posteriormente, no participó en las elecciones generales de octubre de 2009.
En las elecciones al Parlamento Helénico de mayo de 2012, Drasi participó en alianza electoral con la Alianza Liberal. Obtuvo un 1,8% de los votos, terminando duodécimo en la general, justo detrás de Alianza Democrática y Recrear Grecia, ambos con similares ideologías liberales a Drasi. Antes de la celebración de las nuevas elecciones de junio de 2012, Drasi y la Alianza Liberal formaron un pacto electoral con Recrear Grecia, mientras que la Alianza Democrática (DISY), que se había acercado también, se negó a unirse a ellos, y en su lugar participó en la lista de Nueva Democracia.